# Marenayakanahalli, Koratagere
Marenayakanahalli là một làng thuộc tehsil Koratagere, huyện Tumkur, bang Karnataka, Ấn Độ.